# Werner Stauffacher

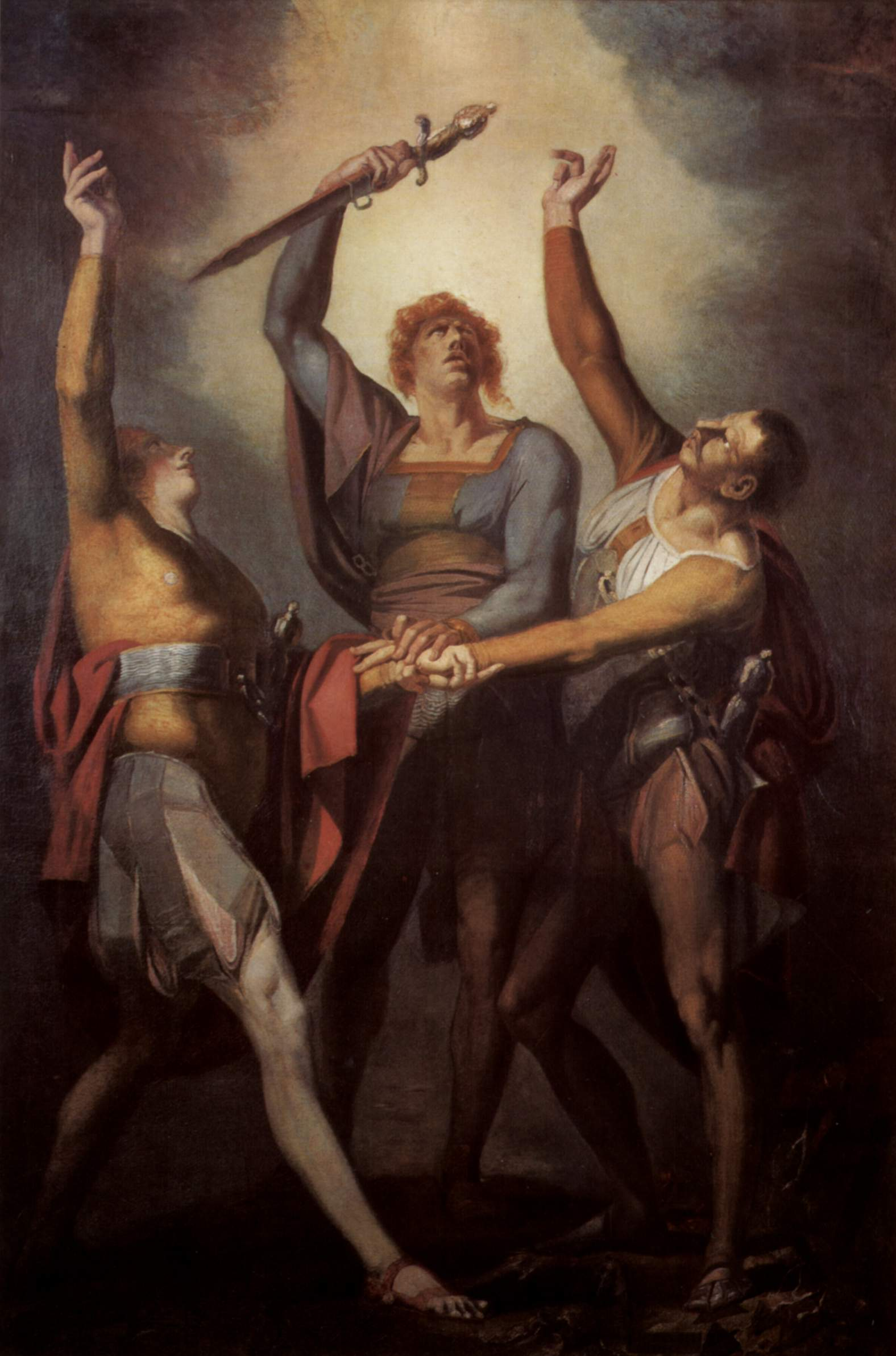
De Rütlischwur, schilderij van Johann Heinrich Füssli, 1780.

Werner Stauffacher is een van de drie legendarische stichters van de Zwitserse Confederatie, afkomstig uit het kanton Schwyz. Samen met Walter Fürst (uit het kanton Uri) en Arnold von Melchtal (uit het kanton Unterwalden) legde hij de Rütlischwur af, een van de stichtingsmythes van Zwitserland.
De familie Stauffacher leverde verschillende landammann in het kanton Schwyz tijdens de 13de en 14de eeuw. Ook Werner Stauffacher was een landammann. Hij was de aanvoerder van de troepen van het Zwitserse Eedgenootschap tijdens de Slag bij Morgarten.
In Zürich, zijn een tramhalte, straat, brug en kaai naar hem vernoemd. In andere Zwitserse steden zijn er tevens straten naar hem vernoemd. Zo is er een "Stauffacherstrasse" in Arbon, Bätterkinden, Bern, Emmenbrücke, Schaffhausen en Sant Gallen en een "Via Stauffacher" in Lugano, een "Im Stauffacher" in Bennau en een "Stauffacherweg" in Luzern, Solothurn en Zuchwil.

## Trivia
- In de film Die Entstehung der Eidgenossenschaft uit 1924 wordt de rol van Werner Stauffacher vertolkt door Karl Schmid-Bloss.[1]

- Gemeinsame Normdatei: 138506132
- Historisch woordenboek van Zwitserland: 019049
- Virtual International Authority File: 90037342
- WorldCat: E39PBJjmM6cggq43GMRBMMM3wC